# Jerko (priimek)
Jerko je priimek v Sloveniji, ki ga je po podatkih Statističnega urada Republike Slovenije na dan 1. januarja 2010 uporabljalo 26 oseb.

## Znani nosilci priimka
- Jože Jerko (1935 - 2015), raziskovalec vojnih arhivov, zgodovine in rodoslovja na Dunaju
- Stane Jerko (*1937), fotograf